# 长征一号系列火箭
长征一号系列火箭包括长征一号和长征一号丁两个歷史型号。属三级运载火箭，主要目標用于初次完成中國发射近地轨道小型有效载荷。
- 长征一号火箭于1965年开始研制。初期由中国第七机械工业部第八研究院负责总体设计，1967年11月改由中国运载火箭技术研究院研制。1970年4月24日，成功将中国第一颗人造地球卫星——东方红一号送上太空。该型号火箭的一、二子级采用液体燃料推进、惯性制导、采用三轴姿态稳定；第三子级采用固体燃料推进、自旋稳定，无制导。
- 长征一号丁火箭是由中国运载火箭技术研究院研制的。是长征一号的改进型：提高了一子级性能，更换了二、三子级发动机及推进剂，三子级则改进为既可自旋稳定姿态又可三轴姿态稳定和惯性制导的可控火箭。

## 总体参数
| 火箭型号   | 级数 | 全长(米) | 直径(米) | 起飞质量(公斤) | 起飞推力(千牛) |
| 长征一号   | 3级  | 29.86    | 2.25     | 81570          | 1020           |
| 长征一号丁 | 3级  | 28.22    | 2.25     | 81075          | 1101.2         |

## 拓展阅读
- 《中国航天》杂志 1997年第5期 （页面存档备份，存于）